# شربرن وسلی برنهام
شربرن وسلی برنهام (انگلیسی: Sherburne Wesley Burnham; ۱۲ دسامبر ۱۸۳۸ – ۱۱ مارس ۱۹۲۱) اخترشناس اهل ایالات متحده آمریکا بود. او برای بیش از ۵۰ سال تمام اوقات فراغت خود را صرف مشاهده آسمان‌ها می‌کرد که عمدتاً به ستاره‌های دوتایی توجه داشت.
شربرن وسلی برنهام برندهٔ جوایزی همچون مدال طلائی انجمن سلطنتی اختر شناسان شده‌است.

## زندگی‌نامه
شربرن وسلی برنهام در تتفورد، ورمونت متولد شد. والدین او رازول اُ. برنهام و ماریندا (با نام خانوادگی فوت) برنهام بودند. او در همان‌جا از آکادمی تتفورد فارغ‌التحصیل شد و این میزان تحصیلات او بود. او کوتاه‌نویسی را پیش خود آموخت و تا سال ۱۸۵۸ در شهر نیویورک ساکن بود.
برنهام در طول جنگ داخلی یک گزارشگر ارتش اتحادیه در نیواورلئان بود. زمانی که در نیواورلئان بود، نسخه‌ای از کتاب معروف جغرافیای آسمان‌ها را خرید که این کتاب علاقهٔ او را به اخترشناسی برانگیخت.
پس از جنگ، او به شیکاگو نقل مکان کرد و بیش از ۲۰ سال به عنوان گزارشگر دادگاه (ماشین تندنویسی) کار کرد. در شب برنهام یک اخترشناس آماتور بود، به جز چهار سال (۱۸۸۸–۱۸۹۲) او به عنوان یک ستاره‌شناس حرفه‌ای در رصدخانه لیک کار کرد. او در سال ۱۹۰۲ گزارشگری دادگاه را رها کرد، اما در شیکاگو ماند. از سال ۱۸۹۷ تا ۱۹۱۴ او یک اخترشناس در رصدخانه یرکیز بود.